# Pascoal Bailão
Pascoal Bailão (em castelhano Pascual Baylón ou Bailón; 1540–1592) foi um frade espanhol venerado como santo pela Igreja Católica. É considerado o padroeiro dos congressos eucarísticos e das associações eucarísticas.

## Vida e obras
Pascoal nasceu em Torrehermosa, no Reino de Aragão, em 24 de maio de 1540, no dia de Pentecostes, conhecido na Espanha como "Pascua de Pentecostés", a razão do nome "Pascoal". Seus pais, Martinho Bailão e Isabel Jubera, eram camponeses pobres. Passou sua infância como pastor e, tendo sempre consigo um livro, implorava a todos que encontrava que lhe ensinassem o alfabeto e a ler. Com o passar dos anos, passou a ler livros religiosos enquanto trabalhava no pasto.
Por volta de 1564, Pascoal entrou para a ordem franciscana reformada (vide Reforma Alcantarina) como irmão leigo. Ele escolheu viver em mosteiros mais pobres pois, segundo ele, "nasci pobre e resolvi morrer pobre e penitente". E assim viveu, na pobreza e em oração, o resto de sua vida.
Pascoal era um místico contemplativo que sofria repetidas visões extáticas. Frequentemente passava a noite diante de um altar em oração e, ao mesmo tempo, minimizava qualquer glória ou ganho que pudesse advir deste seu comportamento. Humilde, morreu em 17 de maio de 1592.

## Veneração
Seu túmulo, na Capela Real em Vila-real, na antiga província de Valência, imediatamente depois de sua morte tornou-se um centro de peregrinação. Beatificado pelo papa Paulo V em 1618, Pascoal foi canonizado pelo papa Alexandre VIII em 16 de outubro de 1690. Quarenta anos antes deste evento, um guatemalteco maia alegou ter tido uma visão de São Pascoal Bailão, na forma de um esqueleto vestido, um evento que deu origem à tradição heterodoxa de San Pascualito.
Pascoal Bailão foi alistado na luta da Igreja Católica contra o modernismo, parte da qual incluía uma crescente devoção ao sacramento da Eucaristia. O papa Leão XIII proclamou São Pascoal Bailão o "Serafim da Eucaristia", padroeiro dos congressos eucarísticos e de todas as atuais e futuras associações eucarísticas. A arte cristã geralmente o representa vestindo o hábito franciscano e segurando um ostensório, um sinal de sua devoção à Eucaristia.
Durante o Terror Vermelho, na Guerra Civil Espanhola (1936–1939), seu túmulo foi violado e suas relíquias, queimadas por esquerdistas anticlericais.